# Neobephrata
Neobephrata is een geslacht van vliesvleugeligen uit de familie van de Eurytomidae. De wetenschappelijke naam van dit geslacht werd voor het eerst geldig gepubliceerd in 1989 door Narendran & Padmasenan.

## Soorten
Het geslacht Neobephrata is monotypisch en omvat slechts de volgende soort:
- Neobephrata petiolata Narendran & Padmasenan, 1989